# Абант (сын Келея)
Амба́нт (или Абант, др.-греч. Ἄβας, Ἄμβας) — в греческой мифологии старший из шести сыновей элевсинского царя Келея и его жены Метаниры, который, увидев, как Деметра залпом выпила целый кувшин ячменного отвара, сдобренного мятой, воскликнул: «О, как жадно ты пьёшь!» — за что та, оскорблённая таким неуважением к старшим и непочтительностью к богам, превратила его в ящерицу.
Стыдясь своего поступка, Деметра решила подарить его брату Демофонту бессмертие, но нечаянно погубила. Горько оплакивал своих двух сыновей Келей, говоря: «Несчастье пришло в мой дом!» С той поры его прозвали Дисавл. Утешила его богиня, пообещав, что щедро одарит другого его сына Триптолема.
Рассказ об Амбанте содержится в схолиях к поэме Никандра «Териака». Аналогичную историю рассказывают об Аскалабе, сыне Мисмы (на сходство историй указывает Э. Кирнс).

## В искусстве
Немецкий художник Адам Эльсхаймер изобразил пьющую Цереру, которую высмеивает Абант (хотя иногда предполагается, что на картине изображён Аскалаб). Картину с сюжетом о Церере и Абанте создал также голландский живописец Маттиас Стомер (находится в «Старой пинакотеке», Мюнхен).